# Il surf di Tom
Il surf di Tom (Surf-Bored Cat) è un film del 1967 diretto da Abe Levitow. È il trentunesimo dei 34 cortometraggi animati della serie Tom & Jerry prodotti da Chuck Jones con il suo studio Sib-Tower 12 Productions, distribuito il 5 maggio del 1967 dalla Metro-Goldwyn-Mayer.

## Trama
Tom e Jerry sono su una nave da crociera. Qui Tom vede un surfista cavalcare un'onda e decide di fare surf anche lui. Si procura una tavola e, dopo molti insuccessi, riesce a lanciarsi in acqua. Si imbatte però in uno squalo, da cui riesce a fuggire raggiungendo velocemente una spiaggia. Sulla terraferma Tom deve liberarsi da una stella marina che gli rimane avvinghiata addosso. Una volta riuscitoci, Tom ritorna a fare surf, ma si imbatte nello stesso squalo di prima, che ingoia la tavola, per poi sputarla, facendola finire dritta in bocca a Tom, dandogli l'aspetto di una tavola da surf. Dopo che lo squalo se ne è andato, Jerry utilizza Tom per fare surf.